# Aigars Fadejevs
Aigars Fadejevs (født 27. december 1975 i Valka i Lettiske SSR, død 17. december 2024) var en lettisk atletikudøver som deltog i kapgang.
Fadejevs deltog ved Sommer-OL i 1996 i Atlanta i 20 km kapgang, hvor han endte på en sjetteplads. Ved EM i atletik i 1998 i Budapest tog han sølvmedaljen i 20 km kapgang efter Ilja Markov. Ved Sommer-OL i 2000 i Sidney deltog han i både 20 km kapgang, hvor han endte på 14. pladsen, og i 50 km kapgang, hvor han sikrede sig en sølvmedalje efter Robert Korzeniowski.
Ved VM i atletik i 2001 i Edmonton endte han på en fjerdeplads i 50 km kapgang. Han deltog ved Sommer-OL i 2004 i Athen på begge distancer i kapgang, men dog uden at opnå medaljer. På den korte distance blev han nummer ni og på den lange distance endte han på 11. pladsen. Hans seneste mesterskab blev ved VM i atletik i 2005 i Helsinki, hvor han endte på en 17. plads i 20 km kapgang.